# Wyspy Owcze na Letnich Igrzyskach Paraolimpijskich 2012
Wyspy Owcze na Letnich Igrzyskach Paraolimpijskich 2012 w Londynie reprezentował 1 zawodnik. 
Dla reprezentacji Wysp Owczych był to ósmy start w igrzyskach paraolimpijskich (poprzednio w 1984, 1988, 1992 1996, 2000, 2004 i 2008).

## Kadra

### Pływanie
Mężczyźni
| Zawodnik          | Konkurencja              | Kwalifikacje | Kwalifikacje | Finał                  | Finał                  |
| Zawodnik          | Konkurencja              | Czas         | Poz.         | Czas                   | Poz.                   |
| ----------------- | ------------------------ | ------------ | ------------ | ---------------------- | ---------------------- |
| Ragnvaldur Jensen | 100m st. klasycznym SB14 | 1:13.92      | 12.          | Nie zakwalifikował się | Nie zakwalifikował się |